# 汉斯-约阿希姆·魏泽
汉斯-约阿希姆·魏泽（德語：Hans-Joachim Weise，1912年11月15日—1991年2月24日），德国男子帆船运动员。他曾代表德国参加1936年夏季奥林匹克运动会帆船比赛，联同彼得·比朔夫获得一枚金牌。